# Улица Дарю
У́лица Дарю́ (фр. Rue Daru) — парижская улица в 8 округе города, начинающаяся от дома 254 на улице Фобур-Сен-Оноре и оканчивающаяся у дома 75 на улице Курсель.

## История
Нынешнее название, данное в память о государственном деятеле, историке и литераторе Пьере Дарю, получила в 1867 году. Улица с находящимся на ней Собором Александра Невского является сердцем «русского квартала», в котором компактно селились представители русской эмиграции после 1917 года.